# Alto Boa Vista
Alto Boa Vista – miasto i gmina w Brazylii, w stanie Mato Grosso.